# Arciprestazgo de Roa
División administrativa de la Iglesia católica dependiente del Arzobispado de Burgos.
El arciprestazgo de Roa está formado por las siguientes parroquias:
- Roa, que incluye Mambrilla de Castrejón y Valcabado de Roa.
- Hontangas,  que incluye Adrada de Haza, Fuentemolinos, Moradillo de Roa y La Sequera de Haza.
- Campillo de Aranda,  que incluye Torregalindo.
- Tórtoles de Esgueva,  que incluye Anguix, Olmedillo de Roa y Villovela de Esgueva.
- Castrillo de la Vega,  que incluye Berlangas de Roa, Fuentecén y Hoyales de Roa.
- Quintana del Pidio.
- Torresandino,  que incluye Pinillos de Esgueva, Terradillos de Esgueva y Villatuelda.
- La Horra,  que incluye La Aguilera y Sotillo de la Ribera.
- Nava de Roa,  que incluye La Cueva de Roa, Fuentelisendo, San Martín de Rubiales y Valdezate.
- Guzmán,  que incluye Boada de Roa, Pedrosa de Duero, Quintanamanvirgo y Villaescusa de Roa.
- Gumiel de Mercado,  que incluye Ventosilla.
- Haza

## Comunidades religiosas
- Agustinos, en el Monasterio de Santa María de La Vid, La Vid.
- Claretianos, en Aranda de Duero
- Hermanos de San Gabriel, en La Aguilera, Aranda de Duero.
- Hermanos de la Sagrada Familia, en La Horra.
- Hermanitas de los Ancianos Desamparados, en Aranda de Duero.
- Benedictinas, en Aranda de Duero.
- Dominicas de la Esperanza, en Aranda de Duero.
- Hijas de la Caridad, en Aranda de Duero.
- Iesu Communio, en el Santuario de San Pedro Regalado, La Aguilera.
- Hermanas del Amor de Dios, en Roa.